# Décio Esteves

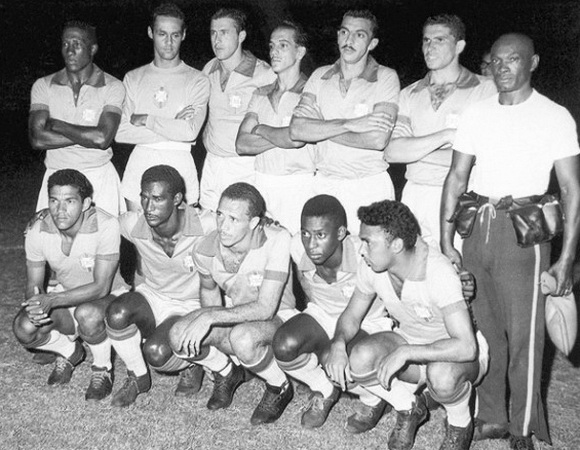
Décio Esteve z reprezentacją Brazylii podczas swojego debiutu w Copa América 1959 Brazylia-Paragwaj

Décio Esteve, właśc. Décio Esteves da Silva (ur. 21 maja 1927 w Rio de Janeiro; zm. 25 grudnia 2000 tamże) – piłkarz brazylijski, występujący na pozycji ofensywnego pomocnika.

## Kariera klubowa
Karierę piłkarską zaczął w klubie Bangu AC w 1950 roku. Przez 12 lat rozegrał w barwach alvirubro 221 spotkań, w których strzelił 59 bramek. W latach 1962–1964 grał w Campo Grande Rio de Janeiro. Karierę zakończył w Olarii Rio de Janeiro w 1965 roku.

## Kariera reprezentacyjna
W reprezentacji Brazylii zadebiutował 29 marca 1959 w meczu z reprezentacją Paragwaju podczas Copa América 1959, na których Brazylia zajęła drugie miejsce. Był to jedyny jego mecz w tym turnieju. W następnym roku zdobył z ekipą Canarinhos Copa Julio Roca 1960, pokonując reprezentację Argentyny. Ostatni raz w barwach Canarinhos wystąpił 29 czerwca 1960 w towarzyskim meczu z reprezentacją Chile. Ogółem w reprezentacji wystąpił w 3 meczach.